# Pieni Ruosmanjärvi
Pieni Ruosmanjärvi är en sjö i kommunen Lieksa i landskapet Norra Karelen i Finland. Den är 22,8 meter djup. Arean är 37 hektar och strandlinjen är 3,78 kilometer lång. Sjön  ingår i Vuoksens huvudavrinningsområde.   Den ligger omkring 97 kilometer norr om Joensuu och omkring 450 kilometer nordöst om Helsingfors. 